# Phyllocnistis endoxa
Phyllocnistis endoxa är en fjärilsart som beskrevs av Edward Meyrick 1926. Phyllocnistis endoxa ingår i släktet Phyllocnistis och familjen styltmalar. Inga underarter finns listade i Catalogue of Life.